# Röda Arméns Gosskör
Röda Arméns Gosskör är en studentikos och satirisk kör- och studentgyckelförening vid Linköpings universitet. 
Röda Arméns Gosskör (RAG) bildades 1998 och uppträdde för första gången vid Studentorkesterfestivalen i Uppsala (Stork) det året
Sedan dess har kören deltagit vid alla Stork och även på alla studentorkesterfestivaler i Linköping (Sof). 
Kören sjunger klassiska ryska och sovjetiska sånger på originalspråket. De sjunger även rysk folkmusik med svensk översättning, eller svenska folksånger med omskrivna sovjetiska inslag. Varje år genomför kören ett luciafirande där alla i kören har röda stjärngossemössor och stora röda stjärnor. RAG sjunger också på många fester, sittningar samt Företagsevenemang och är speciellt ett uppskattat inslag på Intervallen, utbytesstudenternas stora fest i Linköping. På dessa fester har speciellt studenter från forna östblocket reagerat positivt[källa behövs] och välkomnat kören att sjunga extra i The Former Soviet Union Bar, en av flera barer på Intervallen. De uppträder även på många sittningar i anslutning till kravaller samt jubileum och andra fester för kårer, studentföreningar och sektioner
Kören är 100% opolitisk och strävar enbart efter att bevara körarvet från Sovjetunionen och att parodiera Sovjetunionens militarism. RAG uppträder uniformerade i grön klädsel (en modifierad variant av svenska arméns uniform m/1968 eller sovjetiska uniformer samt militäruniformer från andra östblocksländer från tiden de var under kommunistisk regim) och i de flesta fall i någon form av uniformsmössa, oftast äkta ryska mössor eller verklighetstrogna replikor. Kören har fått en del kritik, men de flesta åhörare brukar förstå att det hela är på skoj och är grundat i satir och parodi[källa behövs].
Trots namnet är kören öppen för kvinnor, även om musiken som framförs är oftast arrangerad för fyrstämmig manskör. 
Röda Arméns Gosskör har även ett band, kallat Balalajkabrigaden (kort "RAGballe") som blivit ett allt mer framträdande inslag i föreningens verksamhet och framträdanden. Balalajkabrigaden är utformad som en studentorkester med inslag av punk, med en repertoar som sträcker sig genom allt från populärmusik till mera obskyra låtar.

## Diskografi
- Plastinka (Plattan)